# SN 1965N
SN 1965N – supernowa typu II-P odkryta 28 grudnia 1965 roku w galaktyce NGC 3074. Jej maksymalna jasność wynosiła 16,00m.